# 奉元路
奉元路，元朝时设置的路。
元仁宗皇庆元年（1312年），改安西路为奉元路。户三万三千九百三十五，口二十七万一千三百九十九（壬子年数）。下领录事司、十一县、五州，州领十五县。治所在咸宁县、长安县（今陕西省西安市）。十一县：咸宁县、长安县、咸阳县、兴平县、临潼县、蓝田县、泾阳县、高陵县、鄠县、盩啡县、郿县，五州：同州（朝邑县、白水县、郃阳县、澄城县、韩城县）、华州（华阴县、蒲城县、渭南县）、耀州（三原县、富平县、同官县）、乾州（醴泉县、武功县、永寿县）、商州（洛南县）。包括今陕西省永寿县、周至县以东，铜川市、韩城市以南，镇安县、山阳县以北。奉元路为陕西行省的治所。明朝洪武二年（1369年）三月，改奉元路为西安府。